# Захаров, Матвей Сафонович
Матвей Сафонович Захаров (14 августа 1929 года, д. Ново-Мариинка Ирбейского р-на Красноярского края — 22 апреля 2008 года, Тюмень) — советский, российский учёный в области физической химии, основоположник тюменской школы электрохимии.

## Биография
Родился 14 августа 1929 года в деревне Ново-Мариинке Ирбейского района Красноярского края в семье крестьянина.
В 1948 году, по окончании средней школы в с. Ирбей, поступил в Томский политехнический институт на химико-технологический факультет. В 1953 году окончил его по специальности «Технология неорганических веществ и минеральных удобрений» и был зачислен в аспирантуру. В 1958 году М. С. Захаров был принят в члены КПСС. 
Учился в аспирантуре, работал ассистентом, старшим преподавателем и доцентом в Томском политехническом институте. Там он подготовил и защитил кандидатскую (1960), а в 1967 докторскую диссертацию по теме «Исследования по теории и применению в анализе материалов высокой чистоты анодной амальгамной вольтамперометрии».
Он являлся учеником и последователем А. Г. Стромберга, крупнейшего специалиста в области классической полярографии и инверсионной вольтамперометрии.
Переехав в Тюмень в 1968 году, он продолжил свою научную и педагогическую деятельность в Тюменском индустриальном институте (ныне ТюмГНГУ). Здесь им в 1968 году была основана кафедра «Физической и аналитической химии». Долгие годы Матвей Сафонович Захаров возглавлял кафедру, работал в должности проректора по научной работе, проректора по учебной работе Тюменского индустриального института, руководил факультетом технической кибернетики этого ВУЗа.
М. С. Захаров принимал активное участие в решении ряда крупных проблем для Западно-Сибирского нефтегазового комплекса. Он совместно с ЗапСибБурНИПИ (г.Тюмень) проводил исследования по теме «Разработка теоретических основ получения оптимальных буровых растворов для бурения скважин». Совместно с ТюменНИИГипрогазом (г. Тюмень) разрабатывались способы защиты нефтегазового оборудования от коррозии и солеотложений в условиях Западной Сибири.
На кафедре ТюмГНГУ, руководимой профессором Захаровым в течение 19 лет, и на кафедре «Физической химии» ТюмГУ, которой он заведовал 12 лет, были развернуты исследования по направлениям, предложенным им самим. В обоих университетах им были созданы аспирантуры по специальности «Физическая химия». Под его руководством было подготовлено 36 кандидатов наук и 6 докторов наук.
Десять лет (1980—1990) М. С. Захаров был заместителем председателя Научного совета по аналитической химии СО АН СССР, членом Научного совета по аналитической химии АН СССР. М. С. Захаров около 20 лет возглавлял Тюменское областное правление ВХО им. Д. И. Менделеева.

## Научные интересы
Сферу его научных интересов составляли два направления:
- Теория и применение инверсионных электрохимических методов исследования и анализа;
- Электрохимическое исследование элементов и получение функциональных гальванических покрытий.

В рамках первого направления получили развитие теория инверсионных электрохимических методов и её применение в анализе полупроводниковых и высокочистых материалов, в анализе загрязнений окружающей среды, в исследовании кинетики электродных процессов. Второе направление включает исследования физико-химических свойств амальгам, начальных стадий процессов электроосаждения металлов и электровосстановления малорастворимых соединений на металлических и графитовых электродах. Последние исследования имеют большое значение в изучении начальных стадий процессов коррозии металлов, получении гальванических покрытий.

## Награды и звания
Работы М. С. Захарова отмечены тремя дипломами и четырьмя почетными грамотами Центрального правления ВХО им. Менделеева, благодарственной грамотой ВСНТО, почетной грамотой оргкомитета Всероссийской выставки «Ученые ВУЗов — развитию химической промышленности» (г. Казань, 1984 год).
Награждён тремя медалями, значком «За отличные успехе в работе в области высшего образования».,Получил благодарности Минвуза РСФСР, Минобразования РФ, Мингеологии РСФСР. Избран академиком Международной академии информатизации и Нью-Йоркской академии наук.
За свою работу он награждён семью грамотами Тюменского областного совета НТО, двумя значками «За активную работу в НТО», занесен в книгу почета Тюменского областного совета НТО, в книгу почета Тюменского индустриального института. 

## Личная жизнь и семья
Родился в семье старообрядцев. 
Отец — Захаров Сафон Андреевич.
Жена — Захарова Нина Павловна, дети — Олег и Ольга.
22 апреля 2008 года во время проведения занятий со студентами в ТюмНГУ был госпитализирован с сердечным приступом, и в этот же день он скончался.
Похоронен в Тюмени, на Червишевском кладбище, рядом со своей супругой.